# Panther De Ville
La Panther De Ville est une automobile de luxe produite par le constructeur automobile Panther Westwinds de 1974 à 1985.

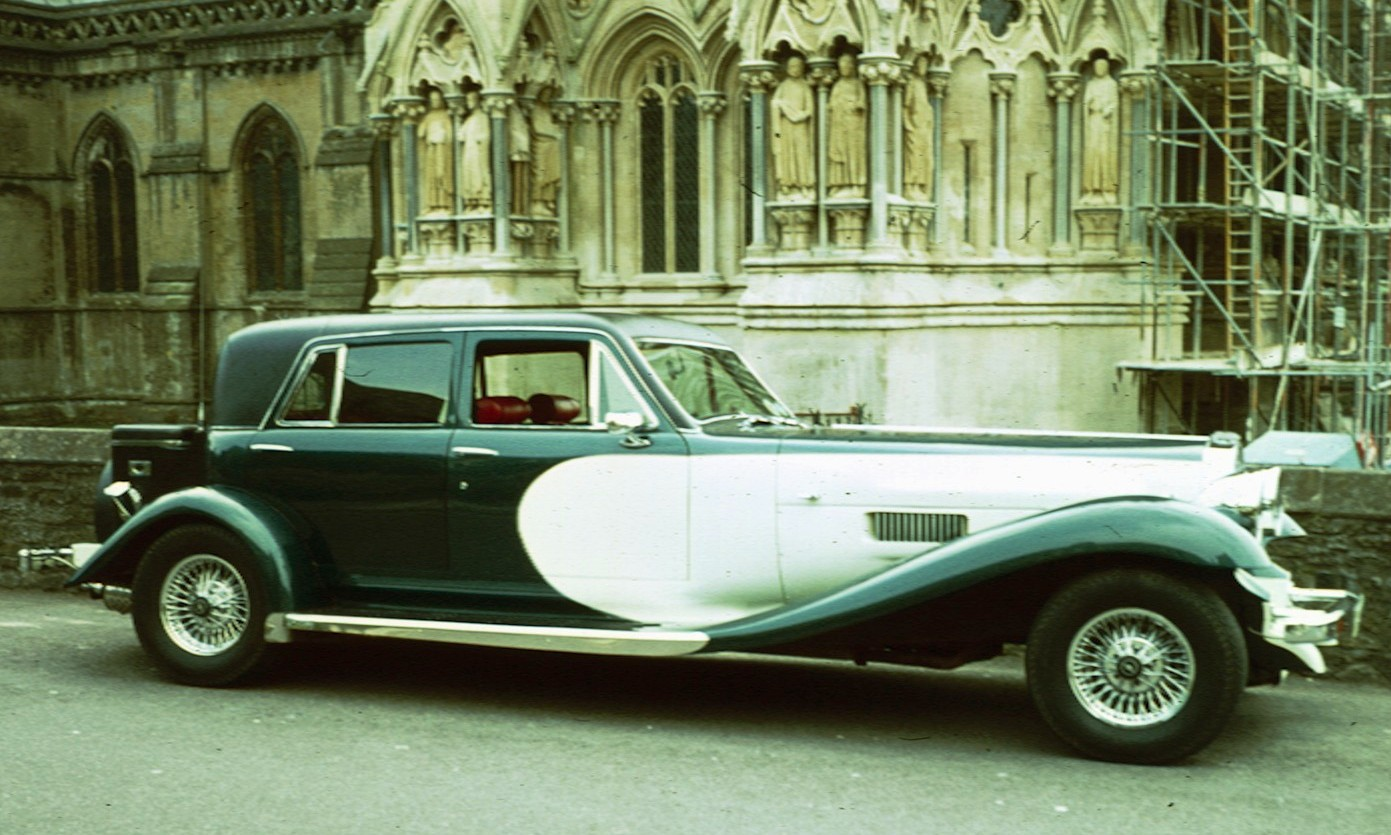
Panther De Ville V12 (1976).

## Historique
Dessiné par Robert Jankel, la De Ville est une berline inspirée par la classique Bugatti Type 41 Royale mais ses lignes sont plus arrondies et élaborées que celles de la Royale, elle est aussi nettement plus petite. 
La voiture reprend les portes de l'Austin 1800, il existe des livrées bicolores de tons similaires à celui de la Royale mais le toit est généralement recouvert de vinyle noir, donc à la mode des années 1970 et sans rapport avec sa devancière. 
Le châssis est un cadre en acier soudé et a une configuration très rigide. La carrosserie est en aluminium battu à l'exception des portes, qui sont en acier. 
La De Ville reprend la mécanique de la Jaguar XJ : une suspension arrière à roues indépendantes avec bras de suspension avant et arrière, support de direction et quatre freins à disque. Deux motorisations existent : un six cylindres en ligne à DACT de 4 235 cm3 de cylindrée et un V12 à carburateur de 5 343 cm3, les deux équipées d'une boîte trois vitesses automatique. A également été installée, toujours comme sur la XJ, la centrale électronique Lucas. 
D'un point de vue technique, la De Ville a souffert du peu d'évolutions du moteur de la XJ, gardant toujours les mêmes six cylindres et V12, et au niveau esthétique est restée pratiquement identique tout au long de sa production. Les intérieurs richement finis sont faits de cuir Connolly (en), le tableau de bord entièrement de bois de noyer, l'instrumentation est celle de la XJ mais avec un style plus rétro. L'équipement de bord comprend : climatisation, autoradio à quatre haut-parleurs, direction assistée, vitres électriques sur toutes les portes et, en options, toit ouvrant électrique, téléphone, télévision et mini-bar.

## Autres versions
Au début de 1976, la De Ville a également été présentée dans une version deux portes convertible, avec des portes issues de la Jaguar XJC, tandis que le spoiler est semblable à celui de la Panther J72. Cette version dispose des mêmes moteurs que la berline standard. 
En 1984, une limousine De Ville à six portes a été construite pour un prince malais : cette version est plus longue et plus large qu'une berline normale, a une livrée bicolore (or et rose) et un toit revêtu de vinyle bordeaux.

## Production
Au total, 60 exemplaires ont été produits dont 46 berlines, onze cabriolets et une limousine à six portes.

## La Panther De Ville dans les médias
Parmi les propriétaires les plus célèbres de la Panther De Ville, on compte : Johnny Hallyday,, Elton John, Kenny Rogers, Marty Robbins, Rock Hudson et Oliver Reed (ainsi que des rois, princes et cheikhs du Moyen-Orient).
La Panther De Ville est également la voiture de Cruella d'Enfer dans le film de 1996 Les 101 Dalmatiens et sa suite sortie en 2001 ainsi que dans le film  Cruella sorti en 2021. Il s'agit d'une berline, qui a été fortement modifiée en coupé, avec une livrée bicolore (blanc et noir), le toit étant recouvert de vinyle noir. Cette voiture est exposée à Disneyland Paris.
Dans le générique de présentation du film Le Retour de la Panthère rose (1975), la Panthère rose se déplace dans une version caricaturale rose, au capot démesurément allongé.